# 13 mars aux Jeux paralympiques d'hiver de 2018
Le mardi 13 mars aux Jeux paralympiques d'hiver de 2018 est le quatrième jour de compétition.

## Programme
| Heure UTC+9 (Pyeongchang)                     |               |
| bleu                                          | Cérémonie     |
| neutre                                        | Épreuve       |
| or                                            | Finale        |
| orange                                        | Petite finale |
| rose                                          | Reporté       |
| gris                                          | Annulé        |
| Compétition masculine                         | Hommes        |
| Compétition féminine                          | Femmes        |
| Compétition mixte (hommes et femmes mélangés) | Mixte         |
| Compétition en couple (1 homme et 1 femme)    | Couple        |
| modifier                                      |               |

L'heure indiquée est celle de Pyeongchang, pour l'heure française il faut enlever 8 heures. 
| Horaire | Discipline Spécialité | Discipline Spécialité                         | Discipline Spécialité | Phase                          | Résultats                                                      | Références |
| 09:35   |                       | Ski alpin Slalom du Super combiné malvoyants  |                       | Manche de compétition          | -                                                              |            |
| 09:35   |                       | Curling                                       |                       | Phase préliminaire 9e session  | 3 - 11                                                         |            |
| 09:35   |                       | Curling                                       |                       | Phase préliminaire 9e session  | 4 - 5                                                          |            |
| 09:35   |                       | Curling                                       |                       | Phase préliminaire 9e session  | 7 - 5                                                          |            |
| 09:35   |                       | Curling                                       |                       | Phase préliminaire 9e session  | 5 - 8                                                          |            |
| 10:00   |                       | Biathlon 10 km assis                          |                       | Finale                         | Andrea Eskau · Marta Zaïnoullina · Irina Gouliaïeva            |            |
| 10:05   |                       | Ski alpin Slalom du Super combiné debout      |                       | Manche de compétition          | -                                                              |            |
| 10:40   |                       | Ski alpin Slalom du Super combiné assis       |                       | Manche de compétition          | -                                                              |            |
| 10:55   |                       | Biathlon 12,5 km assis                        |                       | Finale                         | Taras Rad · Daniel Cnossen · Andrew Soule                      |            |
| 11:15   |                       | Ski alpin Slalom du Super combiné malvoyants  |                       | Manche de compétition          | -                                                              |            |
| 11:50   |                       | Ski alpin Slalom du Super combiné debout      |                       | Manche de compétition          | -                                                              |            |
| 12:00   |                       | Hockey sur luge                               |                       | Manche préliminaire Groupe B   | 8 - 0                                                          |            |
| 12:25   |                       | Ski alpin Slalom du Super combiné assis       |                       | Manche de compétition          | -                                                              |            |
| 12:30   |                       | Biathlon 10 km debout                         |                       | Finale                         | Iekaterina Roumiantseva · Anna Milenina · Liudmyla Liashenko   |            |
| 12:50   |                       | Biathlon 12,5 km debout                       |                       | Finale                         | Benjamin Daviet · Ihor Reptyukh · Mark Arendz                  |            |
| 14:20   |                       | Biathlon 10 km malvoyants                     |                       | Finale                         | Oksana Shyshkova · Mikhalina Lyssova · Clara Klug              |            |
| 14:35   |                       | Curling                                       |                       | Phase préliminaire 10e session | 4 - 6                                                          |            |
| 14:35   |                       | Curling                                       |                       | Phase préliminaire 10e session | 5 - 6                                                          |            |
| 14:35   |                       | Curling                                       |                       | Phase préliminaire 10e session | 9 - 5                                                          |            |
| 14:35   |                       | Curling                                       |                       | Phase préliminaire 10e session | 7 - 10                                                         |            |
| 14:35   |                       | Hockey sur luge                               |                       | Manche préliminaire Groupe A   | 3 - 1                                                          |            |
| 14:40   |                       | Biathlon 12,5 km malvoyants                   |                       | Finale                         | Yury Holub · Oleksandr Kazik · Iurii Utkin                     |            |
| 15:00   |                       | Ski alpin Super-G du Super combiné malvoyants |                       | Manche finale                  | Henrieta Farkasova · Menna Fitzpatrick · Melissa Perrine       |            |
| 15:22   |                       | Ski alpin Super-G du Super combiné debout     |                       | Manche finale                  | Mollie Jepsen · Andrea Rothfuss · Alana Ramsay                 |            |
| 15:42   |                       | Ski alpin Super-G du Super combiné assis      |                       | Manche finale                  | Anna-Lena Forster · Anna Schaffelhuber · Momoka Muraoka        |            |
| 16:02   |                       | Ski alpin Super-G du Super combiné malvoyants |                       | Manche finale                  | Miroslav Haraus · Jon Santacana Maiztegui · Valerii Redkozubov |            |
| 16:22   |                       | Ski alpin Super-G du Super combiné debout     |                       | Manche finale                  | Aleksei Bugaev · Arthur Bauchet · Adam Hall                    |            |
| 16:42   |                       | Ski alpin Super-G du Super combiné assis      |                       | Manche finale                  | Jeroen Kampschreur · Frederic Francois · Jesper Pedersen       |            |
| 19:00   |                       | Hockey sur luge                               |                       | Manche préliminaire Groupe B   | 3 - 0                                                          |            |
| 19:35   |                       | Curling                                       |                       | Phase préliminaire 11e session | 8 - 2                                                          |            |
| 19:35   |                       | Curling                                       |                       | Phase préliminaire 11e session | 6 - 5                                                          |            |
| 19:35   |                       | Curling                                       |                       | Phase préliminaire 11e session | 5 - 6                                                          |            |
| 19:35   |                       | Curling                                       |                       | Phase préliminaire 11e session | 6 - 8                                                          |            |

### Médailles du jour
| Rang  | Nation                         | Or | Argent | Bronze | Total |
| ----- | ------------------------------ | -- | ------ | ------ | ----- |
| 1     | Athlètes paralympiques neutres | 3  | 3      | 2      | 7     |
| 2     | Ukraine                        | 2  | 2      | 2      | 6     |
| 3     | Allemagne                      | 2  | 2      | 1      | 5     |
| 4     | Slovaquie                      | 2  |        |        | 2     |
| 5     | France                         | 1  | 2      |        | 3     |
| 6     | Canada                         | 1  |        | 2      | 3     |
| 7=    | Biélorussie                    | 1  |        |        | 1     |
| 7=    | Pays-Bas                       | 1  |        |        | 1     |
| 9     | États-Unis                     |    | 1      | 1      | 2     |
| 10=   | Espagne                        |    | 1      |        | 1     |
| 10=   | Grande-Bretagne                |    | 1      |        | 1     |
| 12=   | Australie                      |    |        | 1      | 1     |
| 12=   | Japon                          |    |        | 1      | 1     |
| 12=   | Norvège                        |    |        | 1      | 1     |
| 12=   | Nouvelle-Zélande               |    |        | 1      | 1     |
| Total | Total                          | 12 | 12     | 12     | 36    |